# 横浜市立左近山第二小学校
横浜市立左近山第二小学校（よこはましりつ さこんやまだいにしょうがっこう、英：Yokohama City Sakonyama second  elementary school）は、かつて神奈川県横浜市旭区にあった公立小学校である。
当校が位置していた場所は、現在横浜市立左近山特別支援学校が立地している。

## 概要
地域からは「第二小学校」、「第二小」などの愛称で親しまれていた。左近山地域の少子化に伴い、2013年3月31日に閉校し、42年の歴史に幕を閉じた。近隣の横浜市立左近山第一小学校、横浜市立左近山小高小学校と再編統合し、横浜市立左近山小学校に引き継がれている。
校舎は地上4階建ての南校舎と地上3階建ての北校舎があり、北校舎3階は体育館、2階は左近山第二小コミュニティハウスとして利用されていた。

### 左近山第二小コミュニティハウス
当校の北棟2階に位置する。コミュニティハウスは、地域の人々の身近な生涯学習や地域活動の場としてお年寄りから子供まで、幅広く利用できる施設である。尚、利用は無料であり、左近山第二小学校閉校後も左近山第二小コミュニティハウスは継続運営されている。

## 沿革
- 1969年4月8日 - 横浜市立市沢小学校左近山分校として開校。旭区市沢町1011番地にプレハブ校舎10教室で発足。
- 1970年
  - 4月1日 - 児童数が増加し、鉄筋校舎が完成。横浜市立市沢小学校より独立し、横浜市立左近山第二小学校として開校。学区域は左近山地域と市沢村の一部であった。
  - 11月30日 - 校章を制定する。デザインは水口政夫によるもの。
- 1972年2月11日 - 校歌を制定する。江間章子作詞、中田喜直作曲。
- 1977年4月1日 - 横浜市立左近山小高小学校が分離独立。
- 2013年
  - 3月31日 - 閉校。
  - 4月1日 - 左近山小高小学校の土地にて横浜市立左近山小学校が開校。引き継がれる。

## 学校行事

### はまっこまつり
当校の特徴として、はまっこまつりという学校行事があった。「すもう大会」と「学級発表会」で構成され、すもう大会は体育館にて児童が赤組･白組に分かれて行われた。学級発表会も体育館にて、ステージ上で児童たちが各学級ごとに日頃の学習成果を発表した。
左近山小学校への統合後は、学級発表のみの左近山フェスティバルが行われている。

## 進学先中学校
- 横浜市立左近山中学校

## アクセス
相鉄バス
旭1・旭2・旭6系統【左近山第4】バス停にて下車し、徒歩5分。